# Bastardi in divisa
Bastardi in divisa (Let's Be Cops) è un film del 2014 diretto da Luke Greenfield, con protagonisti Jake Johnson e Damon Wayans Jr.

## Trama
Ryan e Justin sono due trentenni annoiati che cercano qualcosa in più dalla vita. Un giorno decidono di vestirsi da poliziotti per una festa in maschera, ma quando vengono scambiati per veri poliziotti decidono di approfittarne e divertirsi un po'. Ben presto i due amici si ritroveranno coinvolti con un pericoloso boss mafioso.

## Distribuzione
La pellicola è stata distribuita nelle sale cinematografiche statunitensi il 13 agosto 2014. In Italia è stata distribuita il 25 settembre 2014.